# Hermann Freiherr von Ziller

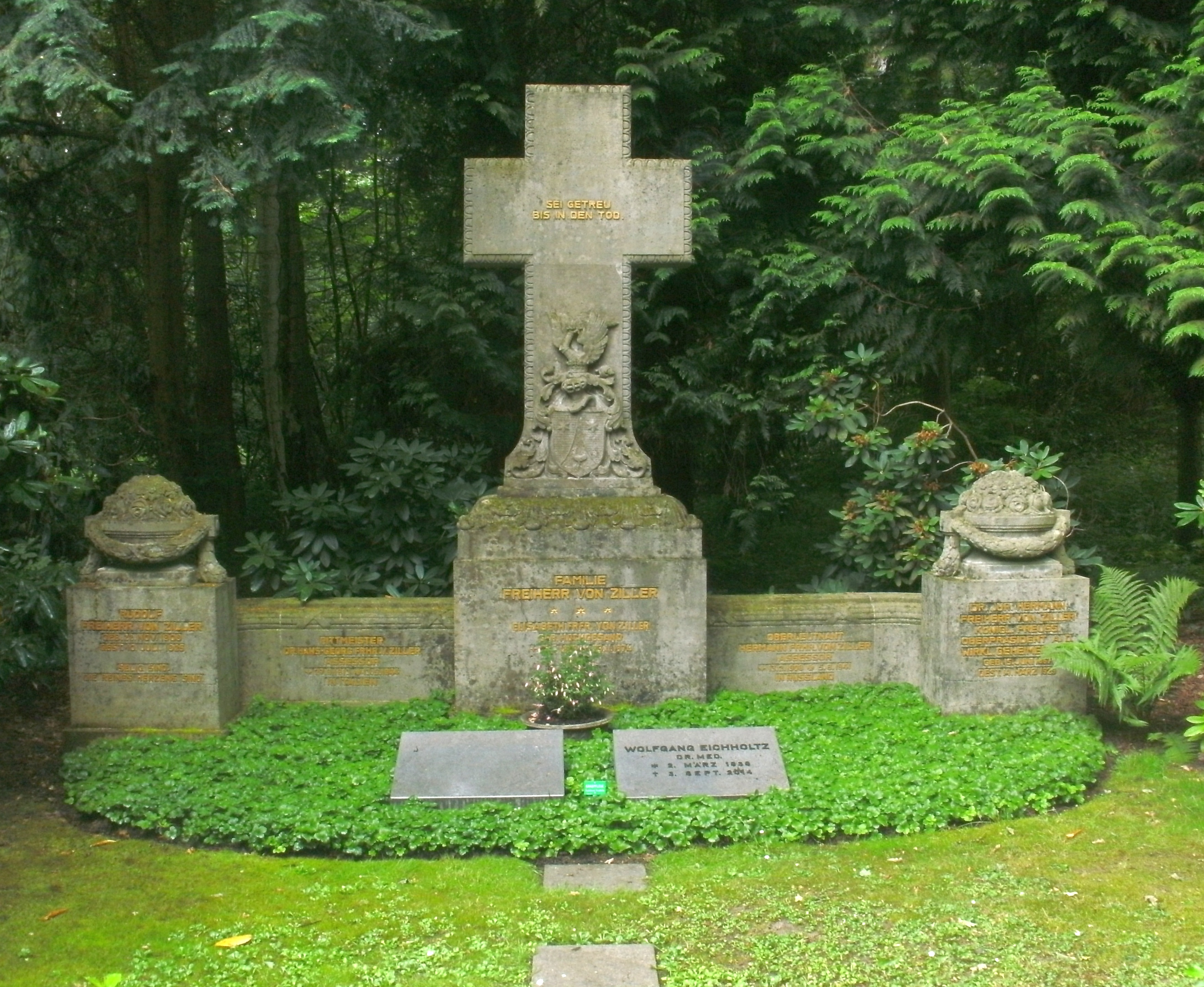
Stadtfriedhof Göttingen, Grab der Freiherrn von Ziller; Inschrift für Hermann Freiherr von Ziller rechts außen

Max Hermann Freiherr von Ziller (* 15. Juni 1867; † 14. März 1929) war ein deutscher Jurist und Ministerialbeamter.

## Leben und Wirken
Hermann Ziller war der Sohn des Landrats Rudolf Ziller in Meiningen und besuchte dort das Gymnasium Bernhardinum, um anschließend an der Universität Jena ein Jurastudium mit Promotion zu absolvieren. Dann war er 1890 Referendar, 1894 Regierungsassessor und ab 1900 Hilfsarbeiter im Reichsamt des Innern, um 1902–1903 Landrat im Kreis Zabrze in Oberschlesien zu werden.
1902 wurde die väterliche Familie Ziller in Sachsen-Meiningen in den Adelsstand und 1905 in den Freiherrenstand erhoben. Nach Tätigkeiten im Preußischen Innenministerium (zuletzt im Rang eines Geheimen Oberregierungsrats) war von Ziller 1914–1917 Regierungspräsident des Regierungsbezirkes Lüneburg in Lüneburg und 1917/1918 Oberpräsident der preußischen Provinz Pommern in Stettin. 1918 wurde von Ziller im Rang eines Wirklichen Geheimrats in den Ruhestand versetzt.
Hermann Freiherr von Ziller war verheiratet mit Elisabeth, geb. Hochgesand († 1974); beide hatten drei früh verstorbene Söhne. Das Paar übersiedelte nach der Pensionierung nach Göttingen, wo Elisabeth von Ziller Geschichte bei Karl Brandi studierte.